# 小林大吉郎
小林 大吉郎（こばやし だいきちろう、1954年8月21日 - ）は、日本の実業家、Meiji Seika ファルマ株式会社代表取締役社長、明治ホールディングス取締役執行役員COO、KMバイオロジクス代表取締役会長。

## 人物・経歴
1954年8月21日、東京都生まれ。1979年3月、立教大学経済学部卒業。同年4月、明治製菓株式会社入社。2010年6月、同社執行役員、医薬営業戦略部長。2011年4月、Meiji Seika ファルマ株式会社執行役員。2014年6月、Meiji Seika ファルマ株式会社代表取締役社長（現任）。2020年6月、明治ホールディングス株式会社取締役執行役員COO（医薬品セグメント）現任。2021年6月、KMバイオロジクス株式会社代表取締役会長（現任）。